# Mario Maulión
Mario Luis Bautista Maulión (Carcarañá, 4 de diciembre de 1934 - Rosario, 27 de septiembre de 2020) fue un arzobispo católico argentino, arzobispo de Paraná entre 2003 y 2010.

## Biografía
Estudió en el seminario de Rosario y en la Pontificia Universidad Gregoriana en Roma. Fue ordenado sacerdote por monseñor Silvino Martínez en la catedral de Rosario, en junio de 1960. Durante varios años fue profesor y después rector del seminario en el que había estudiado. Colaboró en la dirección de los Cursillos de Cristiandad.
El 20 de marzo de 1986 fue nombrado obispo titular in partibus infidelium de Febiana y obispo auxiliar de la arquidiócesis de Rosario. Fue consagrado obispo en la catedral de Rosario el 23 de mayo de 1986, por monseñor Jorge Manuel López, arzobispo de Rosario.
El 8 de mayo de 1995 fue nombrado obispo de San Nicolás de los Arroyos, tomando posesión del cargo el 9 de julio de ese año. Fue también Prelado de Honor de su santidad, asesor de la Acción Católica Argentina y presidente de las comisiones de Educación Católica y de Comunicación Social de la Conferencia Episcopal Argentina.
El 29 de abril de 2003 fue nombrado arzobispo de Paraná, y el 9 de julio de 2003 asumió el cargo.
Renunció a su cargo de arzobispo por edad el 20 de octubre de 2010. Desde entonces residía en la ciudad de Rosario. Falleció el 27 de septiembre de 2020. Su funeral fue el 1 de octubre en la Catedral basílica de Nuestra Señora del Rosario (Rosario), celebrándose una misa presidida por su sucesor monseñor Juan Alberto Puiggari, el cual en su homilía, señaló: 

Nosotros sabemos que nuestro destino es el cielo, y que todo nuestro peregrinar acá en la tierra tiene esa meta. Los sacerdotes, más que nadie, somos los que anunciamos y queremos llevar a nuestros hermanos para que descubran que Jesús es el camino al cielo. Por eso la muerte de un sacerdote, de un obispo, es la plenitud, el último llamado de Jesús. Él lo llamó a la vida, lo llamó a la vocación, y él lo llamó a distintas misiones en su vocación, y ahora la muerte es un llamado, para que vaya ‘a estar con mi Padre’, contemplando la Trinidad.

Tras el término del funeral, su cuerpo fue sepultado en uno de los altares laterales de la Catedral.